# الاتهام الأحمر
الاتهام الاحمر (يسمى أيضًا اتهام ستالين) هو مغالطة منطقية غير رسمية تشكك في صحة حجة الخصم المنطقية من خلال اتهام وشجب والهجوم على فرد أو جماعة على أنها شيوعية  أو اشتراكية أو ماركسية أو ستالينية أو لا سلطوية أو على انها متعاطفة مع هذه الحركات الفكرية. يعود تاريخ مصطلح الاتهام الاحمر في الولايات المتحدة إلى عام 1927 أو على الأقل  لعام 1928. وقد وُصفت القائمة السوداء الخاصة ببنات الثورة الأميركية بأنها (اتهام أحمر). وهو مصطلح يستخدم عادة في الولايات المتحدة، وغالبا ما يرتبط الاتهام الأحمر مع المكارثية، والتي نشأت في فترتي الخوف الأحمر التاريخيتين منذ اربعينيات القرن العشرين (الخوف الأحمر الأول) وحتى خمسينيات القرن العشرين (الخوف الأحمر الثاني). لم يمتلك مصطلح الاتهام الاحمر في القرن الـ 21 نفس التأثير السابق بسبب سقوط الشيوعية على نمط النمط السوفيتي، ولكن بعض النقاد أن بعض الأحداث البارزة في السياسة الأميركية الحالية تشير إلى عودة الاتهام الاحمر من جديد كما كان في سبعينيات القرن العشرين.
تشير كلمة (الأحمر) إلى العلم الأحمر الذي يرمز للاشتراكية (بما في ذلك الاشتراكية الديمقراطية) والشيوعية والماركسية والسياسة اليسارية عمومًا (بما في ذلك اللاسلطوية ذات العلم الأسود). تشير كلمة (الاتهام) إلى الاضطهاد أو والتعذيب.

## التاريخ

### القرن العشرين
تم استخدام الاتهام الأحمر ضد اللا سلطويين في الولايات المتحدة الأمريكية منذ أواخر سبعينيات القرن التاسع عشر عندما حاول رجال الأعمال والزعماء الدينيون والسياسيون والكتاب حشد العمال الفقراء والطبقة المتوسطة لمعارضة عمال السكك الحديدية المنشقين، ومرة أخرى خلال قضايا هايماركت في منتصف ثمانينيات القرن التاسع عشر. كان استخدام مصطلح الاتهام الأحمر منتشرا في الولايات المتحدة الأمريكية خلال العقد الذي سبق الحرب العالمية الأولى. واستخدمته الحكومة الأمريكية في فترة ما بعد الحرب بين عامي 1919 و 1921 كأسلوب اساسي في التعامل مع المتطرفين العماليين واللاسلطويين والشيوعيين والاشتراكيين والعملاء الأجانب. كانت هذه الإجراءات ضد الرعب الأحمر الأول والإرهاب الأحمر المستمر جزءًا من المبدأ التنظيمي في السياسات المعادية للثورة وعملَ على إضفاء الطابع المؤسسي على معاداة الشيوعية كقوة في السياسة الأمريكية.
كانت الفترة ما بين الرعب الأحمر الأول والثاني هادئة نسبيًا بسبب نجاح الحكومة المناهضة للشيوعية والآثار القمعية لسياسات الصفقة الجديدة على اتحاد نقابة العمال، والشعور الوطني المرتبط بالتعبئة الكاملة خلال الحرب العالمية الثانية. ظهر مصطلح الاتهام الأحمر في أواخر الأربعينيات وأوائل الخمسينيات خلال الفترة المعروفة باسم (الخوف الأحمر الثاني) بسبب تصاعد التوترات في الحرب الباردة وانتشار الشيوعية في الخارج. أدت خطابات السناتور جوزيف مكارثي على الشيوعيين والمتعاطفين مع الشيوعية في وزارة الخارجية الأمريكية وكتابته قائمة سوداء إلى إنشاء مصطلح (المكارثية) الذي تمت صياغته للدلالة على أي نوع من الاضطهاد السياسي أو مطاردة السحرة.
لا يزال تاريخ الاتهام الأحمر المناهض للشيوعية عمومًا والمكارثية بشكل خاص موضع نقاش مهم، وما زالت الانقسامات السياسية التي أحدثها هذا الجدل موجودة. يزعم النقاد المحافظون أن بعض المشاريع مثل مشروع فينونا قد دحضت بشكل تام الكلام القائل بأن الاتهام الأحمر أمر غير مبرر بشكل عام. كتب المؤرخ نيكولاس فون هوفمان في صحيفة الواشنطن بوست أن الأدلة التي كشف عنها مشروع فينونا أجبرته على الاعتراف بأن مكارثي كان «أقرب إلى الحقيقة من الذين سخروا منه».
يزعم النقاد الليبراليون أنه حتى لو تمكن شخص ما من إثبات أن جواسيس الاتحاد السوفيتي قد تسللوا إلى الحكومة الأمريكية فقد خضع مكارثي للرقابة من قبل مجلس الشيوخ الأمريكي لأنه كان في الواقع متهورًا سياسيًا، ودمرت اتهاماته الحمراء حياة عدد لا يحصى من الأشخاص. كتبت المؤرخة إلين شريكر «سببت المكارثية في هذا البلد أضرارًا بالدستور أكثر مما فعله الحزب الشيوعي الأمريكي».

### القرن الواحد والعشرين
لم يمتلك الاتهام الأحمر في القرن الحادي والعشرين نفس التأثير الذي كان عليه سابقًا بسبب سقوط الشيوعية على نمط السوفيتي، ولكن قال بعض النقاد أن الأحداث البارزة في السياسة الأمريكية الحالية تشير إلى عودة الاتهام الأحمر كما كان خلال خمسينيات القرن العشرين. لم يتم فقط انتقاد إجراءات حكومة الولايات المتحدة الأمريكية في عام 2008 لمعالجة أزمة الرهن العقاري الخطرة باعتبارها (رفاهية للشركات) بل تم اتهامها بأنها (بوابة للاشتراكية). وقال الناشط السياسي والمؤلف تيم وايز أن ظهور الاتهام الأحمر قد يكون مدفوعًا بالعنصرية تجاه الرئيس الأمريكي باراك أوباما والخوف من أن تؤدي السياسات التقدمية لإدارته إلى إلغاء تفوق البيض في الولايات المتحدة الأمريكية.
يقول بعض المعلقين بأن جون ماكين (المرشح الجمهوري للرئاسة في انتخابات الولايات المتحدة الأمريكية عام 2008) قد استخدم الاتهام الأحمر عندما قال أن تعليقات المرشح الديمقراطي باراك أوباما المرتجلة حول آثار إعادة توزيع الثروة على (جو السباك) كانت بمثابة ترويج للاشتراكية.
ورد على ذلك الصحفي ديفيد رينيك الذي كتب السيرة الذاتية «الجسر: حياة وصعود باراك أوباما»  أنه يجب أن يكون من الواضح الآن أنه بعد مضي عام واحد على ولاية أوباما أنه رئيس يتبع سياسيات الوسط اليساري في اغلب قراراته، بينما قال الكاتب في صحيفة فاينانشال تايمز بروس بارليت في تموز / يوليو عام 2011 أن الفحص الدقيق لسياسات أوباما يجب أن يستنتج أنه كان في الواقع ديمقراطيا محافظا معتدلا وأنه قد يستغرق الأمر نحو 20 عامًا حتى يتم قبول سياساته على نطاق واسع، ويقول الكاتب الصحفي كريس هيدجز أن سياسات إدارة أوباما يمينية غالبًا.
ادعى ممثل مجلس النواب الأمريكي سبنسر باخوس في أبريل / نيسان 2009 أن 17 من زملائه في الكونغرس كانوا اشتراكيين، لكنه لم يذكر اسم سوى بيرني ساندرز الذي كان يصف نفسه بأنه اشتراكي ديمقراطي لسنوات بشكل علني. ورد ساندرز بأن المحافظين الأمريكيين يزيلون الاختلافات بين الاشتراكية والشيوعية وبين الديمقراطية والشمولية. وقال إن الولايات المتحدة ستستفيد من نقاش جاد حول مقارنة نوعية الحياة للطبقة المتوسطة في الولايات المتحدة والولايات الشمالية مع مثيلاتها في دول مثل السويد والنرويج وفنلندا.
كان عدد من الأعضاء المحافظين في اللجنة الوطنية للحزب الجمهوري يضغطون على اللجنة ورئيسها مايكل ستيل في أيار / مايو عام 2009، من اجل تبني الموقف الرسمي الذي يقول أن الحزب الديمقراطي اشتراكي. قدم أكثر من اثني عشر عضوًا من الجناح المحافظ للجنة الوطنية للحزب الجمهوري مشروع قرار جديد يتم التصويت عليه في النهاية من قِبل اللجنة الوطنية للحزب الجمهوري من شأنه أن يدعو الحزب الديمقراطي إلى إعادة تسمية نفسه باسم (الحزب الاشتراكي الديمقراطي). إذا تبنت اللجنة الوطنية للحزب الجمهوري هذا القرار، فستصبح وجهة نظر اللجنة أن الديمقراطيين هم اشتراكيون بشكل رسمي.
نص من مشروع القرار:
وافق مؤيدو القرار في يوم الأربعاء الموافق لـ 20 آيار / مايو عام 2009 بدلا من ذلك على قبول لغة تحث الديمقراطيين على «التوقف عن دفع بلادنا نحو الاشتراكية والسيطرة الحكومية»، وبالتالي إنهاء معركة داخل صفوف الحزب الجمهوري عكست الفجوة بين أولئك الذين يريدون سياسة أكثر وسطية وأولئك الذين يسعون لتطبيق سياسة أكثر عدوانية ومحافظة مثل تلك التي عبرت عنها حركة الشاي. قال فرانك لويلين (رئيس الاشتراكيين الديمقراطيين في أمريكا) أن الجمهوريين لم يحددوا حقًا ما يعنون بـ «الاشتراكية» وانهم ببساطة يستخدمون سياسة الخوف.
بدأ مضيف البرامج الحوارية جلين بيك في تموز / يوليو عام 2009 بالتركيز في العديد من الحلقات في برامجه التلفزيونية والإذاعية على فان جونز (المستشار البيئي الخاص في مجلس الرئيس أوباما في البيت الأبيض). كان بيك ينتقد بشكل خاص مشاركة جونز السابقة في حركات الاحتجاج المتطرفة وأشار إليه على أنه «متطرف ولاسلطوي وشيوعي». استقال ونز في أيلول / سبتمبر عام 2009 من منصبه في مجلس إدارة أوباما، بعد أن أصبحت تصريحاته السابقة تستخدم كحجج للنقاد المحافظين والمسؤولين الجمهوريين. نسبت مجلة التايم هجوم المحاف|2ظين البارزين على جونز إلى بيك، والذي وصفه جونز بأنه «حملة تشويه مفرغة» ومحاولة لاستخدام «الأكاذيب لبث التفرقة والانقسام».